# ܙ
زين (ܙܲܝܢ/ܙܰܝܢ) سابع حروف الأبجدية السريانية. يقابل حرف الزاي بالعربية.